# Xylosteus spinolae
Xylosteus spinolae là một loài bọ cánh cứng thuộc phân họ Lepturinae, trong họ Cerambycidae. Loài này phân bố ở Áo, Bosna và Hercegovina, Bulgaria, Croatia, Ý, Macedonia, Montenegro, România, Serbia, Slovenia, và Thổ Nhĩ Kỳ. Adult beetle feeds on flowers của common filbert, và common beech.

## Phân loài
There are two subspecies of the species:
- Xylosteus spinolae caucasicola (Plavistshikov, 1936)

Đồng nghĩa: Xylosteus caucasicola Plavilstshikov, 1936
- Xylosteus spinolae spinolae Frivaldsky, 1838